# هیبون
هیبون یک منطقهٔ مسکونی در تونس است که در استان مهدیه واقع شده‌است.